# Verdins

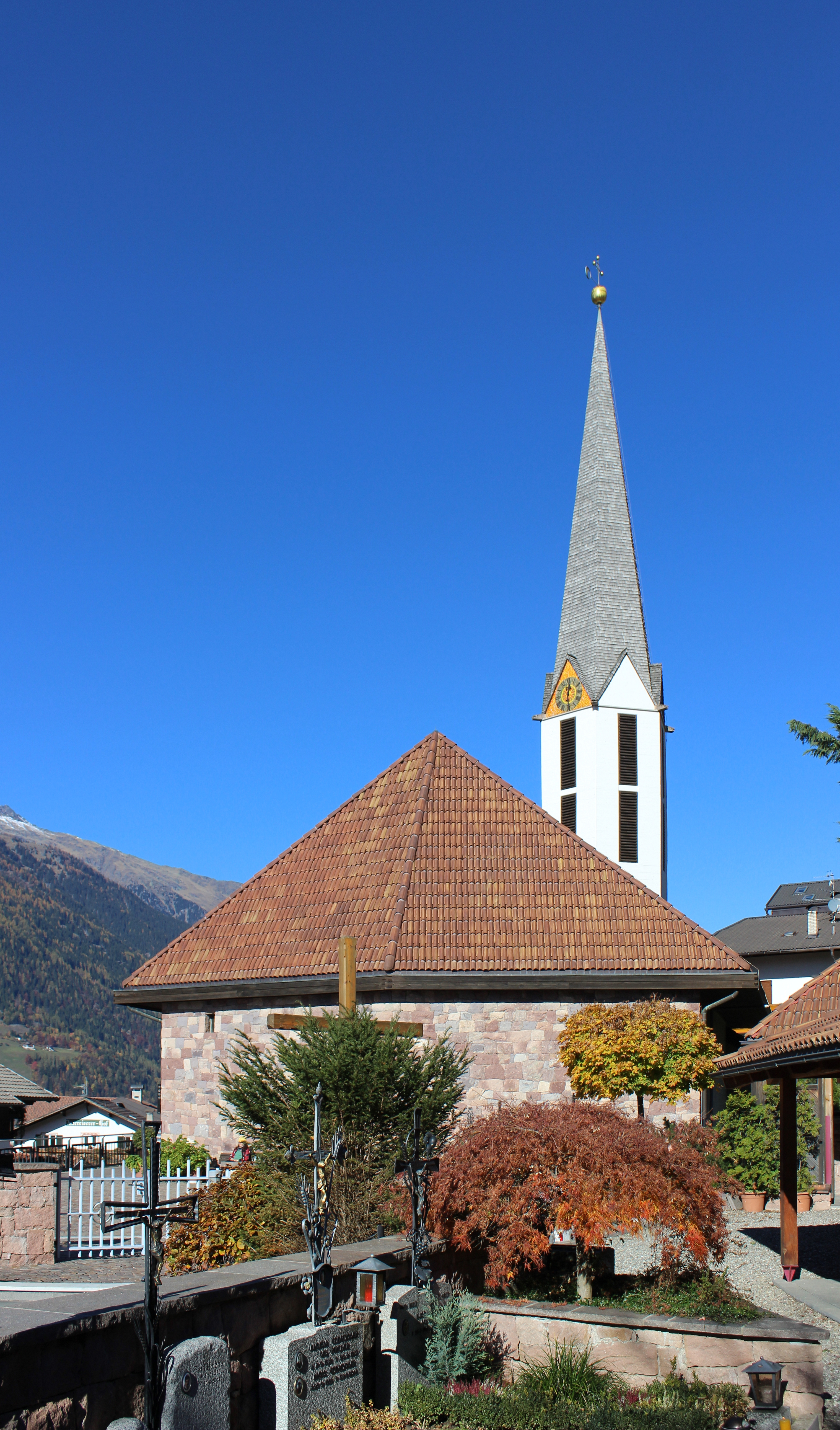
Pfarrkirche Heiligkreuz in Verdins

Verdins ([fɐ'dins]) ist eine Fraktion der Gemeinde Schenna im Burggrafenamt in Südtirol.
Verdins liegt auf etwa 840 m Höhe und 3 km nördlich von Schenna im unteren Passeiertal auf der orographisch linken, östlichen Talseite. Das Dorf hat ungefähr 400 Einwohner und verfügt über ein Zentrum mit Neubauten, Restaurants, Geschäften, einem Kindergarten und einer Grundschule für die deutsche Sprachgruppe. Viele Wanderwege führen von Verdins aus in die alpine Bergwelt der Sarntaler Alpen. Die Verdinser Seilbahn führt auf das auf 1450 m gelegene Tall. Die Pfarrkirche von Verdins ist der hl. Kreuzerhöhung geweiht.

## Geschichte
Auf dem Franzosenbühel werden ur- und frühgeschichtliche Siedlungsaktivitäten vermutet.
Der Ortsname wurde 1285 als Vridins erstmals urkundlich erwähnt. Er geht wie Verdings im Eisacktal auf ein frühgeschichtliches, wohl rätisches Ausgangswort unbekannter Bedeutung zurück.
Verdins gehört zu Schennas Degneien, der alten Bezeichnung der Bezirke bzw. Unterabteilungen der Hauptgemeinde.
Zur Zeit der Franzosenbelagerung trugen sich hier 1797 und 1809 heftige Kämpfe zu. In dieser Zeit kam auch der Franzosenbühel zu seinem Namen. 1898 wurde ein dortiger Nussbaum gefällt, der noch voller Kugeln gewesen sein soll.